# Albany River
Der Albany River ist ein 982 km langer Zufluss der James Bay im Norden der kanadischen Provinz Ontario.

## Flusslauf
Der Albany River hat seinen Ursprung im Lake St. Joseph. Mit seiner Gesamtlänge von 980 Kilometern (von der Quelle des Cat River) ist er der längste Fluss in Ontario. Sein Lauf führt zunächst nach Norden. Nachdem er sich mit dem Ogoki River vereinigt hat, fließt er in nordöstlicher Richtung und mündet schließlich in der Nähe des Indianerdorfes Kashechewan First Nation in die James Bay. Auf den unteren 400 Kilometern ist der Fluss im Sommer schiffbar. Seine wichtigsten Zuflüsse sind der Cat River, der Kenogami River, der Ogoki River und der Drowning River.
Der Oberlauf des Albany River liegt im Albany River Provincial Park.